# Ngrupit
Ngrupit is een bestuurslaag in het regentschap Ponorogo van de provincie Oost-Java, Indonesië. Ngrupit telt 5723 inwoners (volkstelling 2010).